# San Francisco del Oro
San Francisco del Oro è un comune del Messico, situato nello stato di Chihuahua.